# Kyösti Laasonen
Kyösti Laasonen (n. 27 septembrie 1945, Kitee, Kuopio Province⁠(d), Finlanda) este un arcaș finlandez, medaliat olimpic. A participat la 4 ediții ale Jocurilor Olimpice (1972, 1976, 1980, 1984) în care a câștigat o medalie de bronz.